# La sagrada familia (película de 1988)
La sagrada familia es una película argentina dramática y de humor negro de 1988 dirigida por Pablo César y protagonizada por Ariel Bonomi, Nilda Braggi, Harry Havilio y Juan Carlos Vezzulla. Se estrenó el 30 de junio de 1988.

## Sinopsis
Un grupo de familias y de personas desamparadas debe abandonar sus hogares a causa de una inundación en la zona de humedales de Tigre, y se refugia en una enorme estancia. Allí, el propietario trata de sacar provecho de la situación organizando una falsa fundación humanitaria que buscaría ayudar al grupo de desahuciados, pero que en realidad solo desea utilizar para deducir impuestos suyos y los de su aliado (y patrón oculto), un millonario estadounidense dueño de grandes extensiones de territorio en el país.

## Reparto
- Ariel Bonomi
- Nilda Braggi
- Harry Havilio
- Juan Carlos Vezzulla
- Roxana Randon
- Bato Domínguez
- Nelson Lobas
- Adriana Ferrer
- Juan Palomino
- Javier Guereña
- Ricardo Manetti
- Ricardo Dibar
- John Bolster
- Mosquito Sancinetto
- Cristina Albenga

## Comentarios[citarequerida]
Página 12 escribió: 

«Las intenciones son claras pero no hay mucha risa en los resultados... Tal como está... peca de solemnidad, hasta hace obvias sus propias andadas.»

Diario Popular opinó: 

«Film detestable.»

Manrupe y Portela escriben: 

«Dentro de una estética de lo feo, y con un argumento forzado, de las pocas producciones independientes en estrenarse durante el alfonsinismo.»